# Moluks bronzemannetje
Het Moluks bronzemannetje (Lonchura molucca) is een zangvogel uit de familie van de prachtvinken (Estrildidae).

## Verspreiding en leefgebied
De soort komt voor op Celebes en de Kleine Soenda-eilanden.

## Externe link

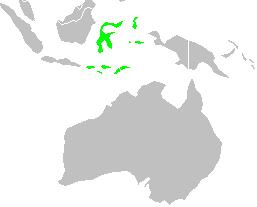
Verspreidingsgebied